# Сатемо
Сатемо (груз. სათემო) — село в Грузії.
За даними перепису населення 2014 року в селі проживає 303 особи.